# 界都乡
界都乡，是中华人民共和国山西省晋中市昔阳县下辖的一个乡镇级行政单位。

## 行政区划
界都乡下辖以下地区：
北界都村、南界都村、达井村、柏叶底村、克栳会村、马家峪村、里车掌村、前车掌村、石门村、西固壁村、二郎峪村、里安阳沟村、前安阳沟村、大瓦邱村、长岭村、东峪村、崔家庄村、小瓦邱村、联中峪村、南沟掌村、团前庄村、团里庄村和团大庄村。